# 井上梅次
井上梅次（日语：井上 梅次，1923年5月31日—2010年2月11日），日本人，曾任香港邵氏電影導演，日本慶應義塾大學畢業生。1949年任東寶電影公司副導演，1952年任導演。1956年轉任日活電影公司。1967年到香港工作。
2010年2月11日因腦出血逝世。

## 日本電影
- 第三位影武者（第三の影武者，1963年）
- 大勝負（1965年）
- 風雲男兒（嵐を呼ぶ男，1957年）

## 電影（邵氏時期）
- 我愛金龜婿（1971年）
- 玉女嬉春（1971年）
- 夕陽戀人（1971年）
- 鑽石艷盜（1971年）
- 青春戀（1970年）
- 女校春色（1970年）
- 女子公寓（1970年）
- 遺產伍億圓（1970年）
- 釣金龜（1969年）
- 青春萬歲（1969年）
- 花月良宵（1968年）
- 諜海花（1968年）
- 青春鼓王（1967年）
- 香江花月夜（1966年）